# بیانون
بیانون (به عربی: بیانون) یک روستا در سوریه است که در استان حلب واقع شده‌است. بیانون ۳٬۸۲۴ نفر جمعیت دارد.